# Hylonomé (mythologie)
Pour les articles homonymes, voir Hylonomé.

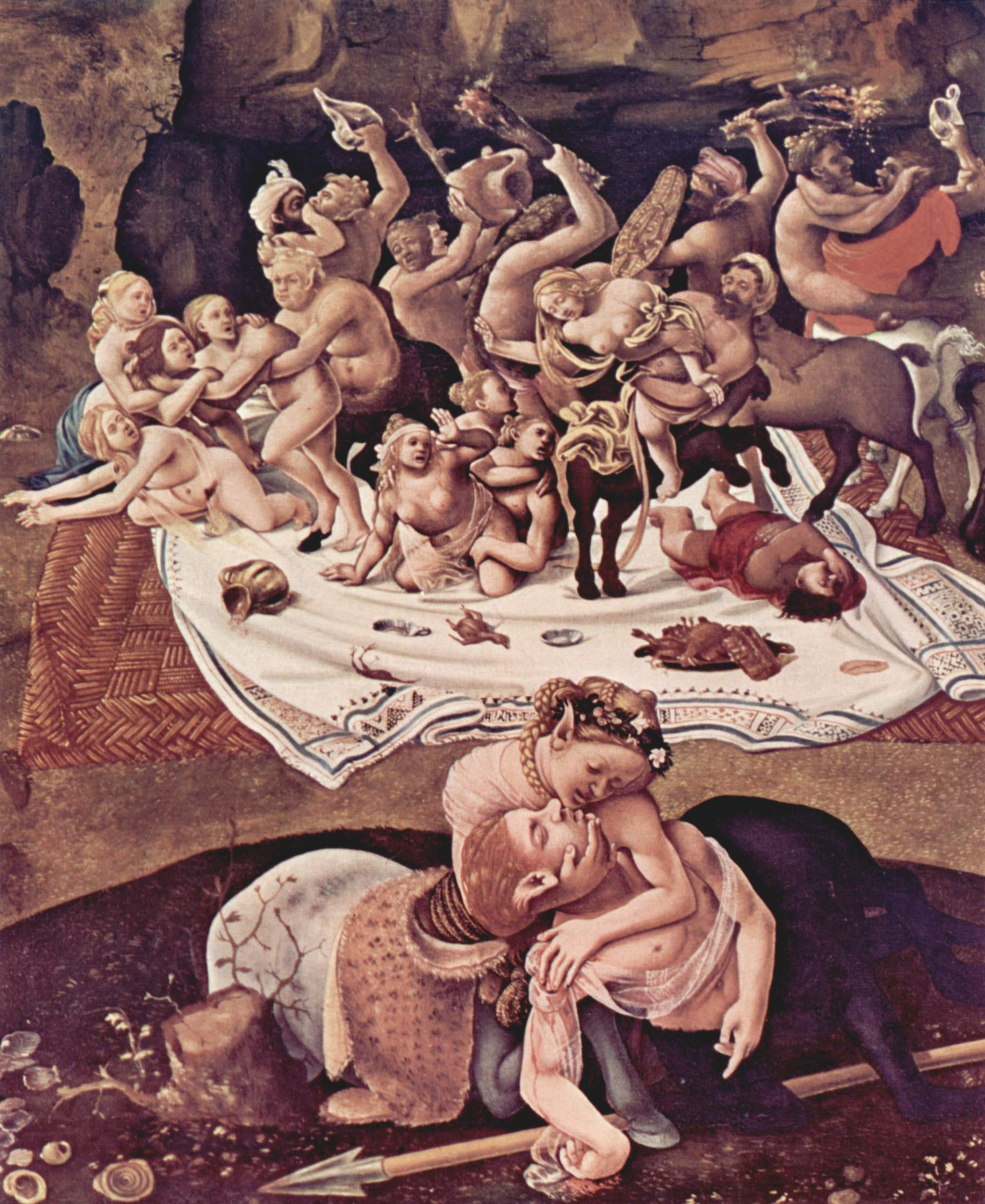
Lapithes et centaures, œuvre de Piero di Cosimo, centrée sur les détails de Cyllare et Hylonomé, vers 1500, Londres, National Gallery.

Hylonomé (du grec ancien : Ὑλονόμη) était une centauresse de la mythologie grecque. Elle était présente à la bataille des centaures et des Lapithes, où elle perdit son mari, Cyllare. Elle se suicida pour le rejoindre.
La digression centrée sur le couple et leur relation réciproque idéale, durant le récit que fait Nestor du combat des centaures et des Lapithes dans les Métamorphoses. 12. d'Ovide, se réfère à deux poèmes didactiques, le De rerum natura de Lucrèce l'Ars Amatoria du même Ovide. À travers l'interlude de Cyllare et Hylonomé, il explore l'hybridité comme illustration des relations et des « potentielles combinaisons de diverses oppositions conceptuelles : nature et éducation, humain et animal, mâle et femelle, amour et guerre, et les valeurs distinctes des poésies lyriques, élégiaques et épiques ».